# Leif Dahlgren
Leif Evert Dahlgren, född 6 februari 1906 i Lund, död 16 april 1998 i Askim, var en svensk friidrottare (häcklöpning och mångkamp). Han tävlade för IFK Malmö och SoIK Hellas.
Leif Dahlgren blev efter studentexamen och reservofficersutbildning löjtnant 1931 och kapten 1940. Han genomgick Gymnastiska Centralinstitutet och avlade gymnastikdirektörsexamen 1929. Från 1935 var Dahlgren anställd som gymnastik- och idrottslärare vid Sigtunaskolan.
Dahlgren vann SM-guld på 400 meter häck år 1934, i femkamp åren 1932 till 1933 samt 1935 till 1936, i tiokamp åren 1931 till 1934, i stående längdhopp åren 1933 och 1935 samt i grenhopp 1926–1929 och 1931–1933. Vid Europamästerskapet i Turin 1934 vann han silvret i tiokamp. Han hade svenska rekord i stående längdhopp, femkamp, tiokamp och grenhopp.
Dahlgren är stor grabb nummer 72 inom svensk friidrott. Han är begravd på Östra kyrkogården i Malmö.